# Victor Glushkov
Victor Mikhailovich Glushkov (em russo:  Ви́ктор Миха́йлович Глушко́в; Rostov do Don, União Soviética, 24 de agosto de 1923 – Moscou, 30 de janeiro de 1982) foi um matemático soviético, fundador da tecnologia da informação na União Soviética e considerado um dos pais da cibernética.
Foi palestrante convidado do Congresso Internacional de Matemáticos em Moscou (1966).

## Biografia
Glushkov nasceu em Rostov do Don, RSSR, em 24 de agosto de 1923; seu pai, Mikhail, era um engenheiro de minas. Em 1948, graduou-se em matemática pela Universidade Estatal de Rostov. Quatro anos depois, em 1952, propôs algumas soluções para o quinto problema de Hilbert e defendeu sua tese na Universidade Estatal de Moscou. 
Em 1956, iniciou seus trabalhos com computadores, assumindo o cargo de diretor do Centro Computacional da Academia de Ciências da Ucrânia, em Kiev. Dois anos depois, se filiou ao Partido Comunista. Em 1962, Glushkov fundou o Instituto de Cibernética da Academia Nacional de Ciências da Ucrânia, tornando-se seu primeiro diretor.